# Werner Jungbluth
Werner Jungbluth (* 6. Mai 1906 in Köln; † 26. Dezember 1989) war ein deutscher Jurist.

## Werdegang
Jungbluth war Richter am Bundesgerichtshof. Von 19. Juni 1967 bis 31. Mai 1971 war er Präsident des Bundespatentgerichtes in München.